# Krešimir Arapović
Krešimir Arapović (Čapljina, 1924. – Split, 1994.), nekadašnji igrač Hajduka, desno krilo. Nogomet je počeo igrati u partizanima za Drugog svjetskog rata, da bi sezonu 1945./46. odigrao za Neretvu iz Metkovića, a potom prešao u Hajduk, gdje je igrao do 1954. Bio je okretan igrač, briljantne tehnike.
Za splitski klub odigrao 216 utakmica i postigao 81 pogodak. Sudjelovao u osvajanju dvaju naslova prvaka države (1950. i 1952.).
Iz Hajduka odlazi u Srijemsku Mitrovicu kao igrač i trener. Kasnije se bavi trenerskim poslom u omladinskoj školi Hajduka, u Livnu, Slobodi iz Užica i Borcu iz Banje Luke.

## Statistika u Hajduku
| Natjecanje        | Nastupi | Zgodici |
| ----------------- | ------- | ------- |
| Prvenstvo         | 67      | 20      |
| Kup               | 8       | 0       |
| Superkup          | 0       | 0       |
| Međunarodne       | 0       | 0       |
| Splitski podsavez | 0       | 0       |
| Ukupno            | 75      | 20      |
| Prijateljske      | 141     | 61      |
| Sveukupno         | 216     | 81      |

Prvi nastup u dresu Hajduka bio mu je u Splitu protiv FK Partizana iz Beograda, 26. listopada 1947. Nastupio je u početnom sastavu. Utakmicu su dobil isa 2:1 pogocima Bajde i F. Matošića.